# تشاندلر كانتربري
تشاندلر كانتربري (بالإنجليزية: Chandler Canterbury)‏؛ (15 ديسمبر 1998  -)، ممثل أمريكي. بدأ مشواره الفني في عام 2007.

## الأعمال الفنية
| السنة | الفيلم                           | الدور                         | ملاحظات                                                          |
| ----- | -------------------------------- | ----------------------------- | ---------------------------------------------------------------- |
| 2007  | كريمنال مايندز                   | ديفيد سميث                    | مسلسل تلفزيوني (مثل في حلقة "في الاسم والدم:In Name and Blood")) |
| 2008  | بنجامين بوتون                    | بنيامين باتون - العمر 8 سنوات |                                                                  |
| 2009  | Balls Out: Gary the Tennis Coach | يونج (الشاب) غاري             |                                                                  |
| 2009  | مسحوق أزرق (فيلم)                | Billy                         |                                                                  |
| 2009  | المعرفة                          | Caleb Koestler                |                                                                  |
| 2010  | بعد الحياة                       | جاك                           |                                                                  |
| 2010  | المستردون                        | بيتر (بطرس)                   |                                                                  |
| 2010  | حقيبة الشواكيش A Bag of Hammers  | كيلسي                         |                                                                  |
| 2011  | فرينج                            | Young بيتر بيشوب              | Television series (Episode "Subject 13")                         |
| 2011  | When Angels Sing                 | David Walker                  | Post-production                                                  |
| 2012  | Little Red Wagon                 | Zach Bonner                   | Lead Role, Post-production                                       |
| 2012  | Plastic Jesus                    | غيرمعروف                      | تصوير سينمائي                                                    |
| 2012  | الماعز ''The Goats               | الولد                         | تصوير سينمائي                                                    |

## وصلات خارجية
- تشاندلر كانتربري على موقع IMDb (الإنجليزية)
- تشاندلر كانتربري على موقع روتن توميتوز (الإنجليزية)
- تشاندلر كانتربري على موقع ألو سيني (الفرنسية)
- تشاندلر كانتربري على موقع أول موفي (الإنجليزية)
- تشاندلر كانتربري على موقع قاعدة بيانات الأفلام السويدية (السويدية)
- تشاندلر كانتربري على موقع قاعدة بيانات الفيلم (الإنجليزية)
- تشاندلر كانتربري على موقع كينوبويسك (الروسية)